# Armorial des communes de la Haute-Savoie
- il comporte peu ou pas de sources.

Cette page dresse l'ensemble des armoiries (figures et blasonnements) des communes de la Haute-Savoie disposant à ce jour d'un blason. Les communes dotées de blasons héraldiquement fautifs (Armes à enquerre) sont incluses dans cet armorial, la rubrique Détails mentionnant leur statut particulier. Cependant, les communes dépourvues de blason et celles arborant un pseudo-blason (dessin d'amateur ressemblant vaguement à un blason, mais ne respectant aucune règle de construction héraldique) en sont volontairement exclues. Leur statut est mentionné à la fin de chaque initiale.
Selon l'ouvrage Armorial des communes de la Haute-Savoie (2004), 294 communes du département possèdent des armoiries. L'ouvrage ne se consacre qu'à une partie d'entre-eux.

Blason historique de la Savoie : de gueules à la croix d'argent.
Blason — proposé et non retenu — pour le département de la Haute-Savoie : D’argent à l’écusson aux armes de Savoie ; chapé d’azur.
Blason comtal de Genève et de la province du Genevois : Équipolé d'or et d'azur.
Blason de l'ancienne Maison de Faucigny et de la province éponyme : Palé d'or et de gueules.
Blason de la province du Chablais : d'argent billeté de sable, au lion du même armé et lampassé de gueules brochant.

(1 dessin(s) en attente.F )

## Liste des communes
- Haut – A
- B
- C
- D
- E
- F
- G
- H
- I
- J
- K
- L
- M
- N
- O
- P
- Q
- R
- S
- T
- U
- V
- W
- X
- Y
- Z

### A
| Blason de Abondance | Blason  | Parti de gueules à la Sainte Vierge à l'Enfant tenant un sceptre, assise sur un trône, le tout d'or ; et du même à une corne d'abondance du premier, emplie au naturel, posée en pal et soutenue d'un mont de trois coupeaux de sinople mouvant de la pointe. |
| Blason de Abondance | Détails | Armes parlantes. (corne d'abondance) Le statut officiel du blason reste à déterminer. |

| Blason de Alby-sur-Chéran | Blason  | D'azur à un pont de trois arches d'argent flanqué de deux tours carrées du même.                                     |
| Blason de Alby-sur-Chéran | Détails | Conflit héraldique : les tours sont représentées ouvertes de sable. Le statut officiel du blason reste à déterminer. |

| Blason de Allèves | Blason  | D'azur à un coq hardi d'or, crêté et onglé de gueules, posé sur un tertre de trois pics de sinople et accompagné en chef de deux molettes du second.           |
| Blason de Allèves | Détails | * Il y a là non-respect de la règle de contrariété des couleurs : ces armes sont fautives (sinople sur azur). Le statut officiel du blason reste à déterminer. |
| Blason de Allèves | Alias   | De gueules à la croix d'argent cantonnée en chef dextre d'une fleur d’edelweiss du même.                                                                       |

| Blason de Allinges | Blason  | De gueules à la croix d'or. Devise / Cri"SANS VARIER" |
| Blason de Allinges | Détails | Le statut officiel du blason reste à déterminer.      |

| Blason de Allonzier-la-Caille | Blason  | Ecartelé d'un estrez d'argent : au 1er de gueules à six billettes couchées d'azur* ordonnées 2,2, et 2; au 2d de gueules au pont du lieu (pont Charles-Albert) d’or en perspective ; au 3e de gueules à une coquille d'or surmontée de cinq étoiles du même posées en arc de cercle ; au 4e fascé-ondé de sinople et d'argent bordé de gueules. |
| Blason de Allonzier-la-Caille | Détails | * Il y a là non-respect de la règle de contrariété des couleurs : ces armes sont fautives (azur sur gueules au 1er). Le statut officiel du blason reste à déterminer. |

| Blason de Amancy | Blason  | De gueules à trois pals coupés d'or et d'azur.   |
| Blason de Amancy | Détails | Le statut officiel du blason reste à déterminer. |

| Blason de Ambilly | Blason  | D'azur à une rivière d'argent en pal passant sous un pont d'or mouvant de la pointe, chapé, à dextre, aussi d'argent chargé d'une feuille de chêne de sinople et, à senestre, aussi d'or chargé d'une feuille de chêne aussi de sinople, au chef de gueules chargé d'une croix d'argent (Chef de Savoie). |
| Blason de Ambilly | Détails | Le statut officiel du blason reste à déterminer. |

| Blason de Andilly | Blason  | D'azur à trois fusées d'or rangées en fasce. |
| Blason de Andilly | Détails | Blason de la famille Fusier, présent dans l'église de Charly, représentant l'union des trois communes. Présent sur le site de la mairie. Le statut officiel du blason reste à déterminer. |

| Blason de Annecy | Blason  | De gueules à une truite d'argent posée en bande. |
| Blason de Annecy | Détails | Le statut officiel du blason reste à déterminer. |

| Blason de Annemasse | Blason  | D'azur à la bande d'or accostée de deux cotices de même, au chef cousu de Savoie (de gueules à la croix d'argent). Devise / Cri"Agere non Loqui" (Agir plutôt que parler)   |
| Blason de Annemasse | Détails | * Il y a là non-respect de la règle de contrariété des couleurs : ces armes sont fautives (gueules sur azur). Armoiries adoptées par le conseil municipal le 5 juillet 1933 |

| Blason de Anthy-sur-Léman | Blason  | D'azur à la barre d'orangé bordée d'argent, à une barque du Léman en traits de sable, symbolisée par deux voiles et un poisson formant la coque |
| Blason de Anthy-sur-Léman | Détails | Le statut officiel du blason reste à déterminer.                                                                                                |
| Blason de Anthy-sur-Léman | Alias   | D'azur à la barre de gueules bordée d'argent. (Variante ancienne)                                                                               |

| Blason de Arâches-la-Frasse | Blason  | Taillé de gueules à la croix d'argent, au canton palé d'or et de gueules de quatre pièces ; et d'azur à une montagne de deux pics de sable aux sommets enneigés d'or, et à un edelweiss du même en pointe. |
| Blason de Arâches-la-Frasse | Détails | Le statut officiel du blason reste à déterminer. |

| Blason de Arbusigny | Blason  | Coupé d'argent à la bande de sable chargée en chef d'une croisette au pied fiché d'or, et accompagnée d'un soleil de gueules en chef ; et d'azur à un croissant du premier |
| Blason de Arbusigny | Détails | Présent sur le site de la mairie. |

| Blason de Archamps | Blason  | De gueules à trois feuilles de houx d'or.                                      |
| Blason de Archamps | Détails | Adopté officiellement par la commune en 1984. Présent sur le site de la mairie |

| Blason de Arenthon | Blason  | Bandé d'argent et de gueules.                    |
| Blason de Arenthon | Détails | Le statut officiel du blason reste à déterminer. |

| Blason de Argonay | Blason  | De gueules au chevron d'or       |
| Blason de Argonay | Détails | Présent sur le site de la mairie |

| Blason de Arthaz-Pont-Notre-Dame | Blason  | Parti de gueules à l’ours rampant contourné de sable* ; et d'un coupé : au 1er d’or à Notre Dame à l’Enfant au naturel vêtue d’azur et issant du trait de partition ; et au 2d de sinople à deux rivières d'azur* mouvant du chef, l'une à dextre enjambée d'un pont d'une arche d'argent, l'autre à senestre enjambée d'un pont de quatre arches du même, et se rejoignant en pointe. |
| Blason de Arthaz-Pont-Notre-Dame | Détails | Armes parlantes. (Notre-Dame) * Il y a là non-respect de la règle de contrariété des couleurs : ces armes sont fautives (sable sur gueules et azur sur sinople, deux interdits en héraldique). |

| Blason de Ayse | Blason  | Échiqueté d'argent et d'or, au lion naissant de gueules brochant sur l'écartelé ; le tout sommé d'un chef tiercé en pal : au 1er palé de gueules et d'or (de Faucigny), au 2d d'argent à l'inscription AYZE en lettres capitales de gueules, et au 3e de gueules à la croix d'argent (de Savoie). |
| Blason de Ayse | Détails | Le statut officiel du blason reste à déterminer. |

Pas d'information pour les communes d'Alex et d'Armoy.
- Haut – A
- B
- C
- D
- E
- F
- G
- H
- I
- J
- K
- L
- M
- N
- O
- P
- Q
- R
- S
- T
- U
- V
- W
- X
- Y
- Z

### B
| Blason de Ballaison | Blason  | D'hermine à la bande de gueules, au chef du même à la croix d'argent (de Savoie). |
| Blason de Ballaison | Détails | Le statut officiel du blason reste à déterminer.                                  |

| Blason de La Balme-de-Sillingy | Blason  | D'or à un mont de sinople percé d'une grotte de sable mouvant de la pointe, accompagné en chef d'une colombe volante d'azur. |
| Blason de La Balme-de-Sillingy | Détails | * Il y a là non-respect de la règle de contrariété des couleurs : ces armes sont fautives (sable sur sinople). Blason proposé par le peintre Albert Chavaz, aidé par l'archiviste cantonal du Valais, Grégoire Ghika et le chanoine Dupont-Lachenal de l'abbaye de St-Maurice en Valais. Il est constitué d'une grotte, dans la montagne, et « L'oiseau d'azur symbolise l'envolée industrielle et campagnarde vers des destinées nouvelles. » Adopté par le Conseil municipal (25 août 1978). |

| Blason de Beaumont | Blason  | D'or à trois pals d'azur, à la fasce de gueules chargée d'un lion léopardé d'argent tenant un croissant tourné d'or, brochant. |
| Blason de Beaumont | Détails | Le statut officiel du blason reste à déterminer.                                                                               |

| Blason de Bellevaux | Blason  | Parti de gueules à la croix d’argent cantonnée au 1er d’un soleil, au 2d d’un croissant tourné, aux 3e et 4e d’une étoile, le tout d’or ; et de gueules à deux clés d’or passées en sautoir ; le tout sommé d’un chef d’argent chargé de deux sapins de sinople, chacun terrassé d’un tertre du même. |
| Blason de Bellevaux | Détails | Le statut officiel du blason reste à déterminer. |

| Blason de Bernex | Blason  | D'azur à un ours rampant d'or, armé et lampassé de gueules, sur un mont de trois coupeaux d'argent, chargé d'une flamme du troisième, accompagné en chef de deux étoiles du quatrième, l'ours accosté de deux flammes du second. |
| Blason de Bernex | Détails | Le statut officiel du blason reste à déterminer. |

| Blason de Le Biot | Blason  | De gueules à un arbre d'argent sur un mont de trois coupeaux du même.                                                  |
| Blason de Le Biot | Détails | Le statut officiel du blason reste à déterminer.                                                                       |
| Blason de Le Biot | Alias   | De gueules au chevron d'or (chargé d'une tête de chamois d'argent et) accompagné de trois fleurs d'asphodèle d'argent. |

| Blason de Bloye | Blason  | Parti: au 1er cinq points d'or équipollés à quatre d'azur, au 2e d'azur à l'épi de blé d'or; le tout sommé d'un chef de gueules à la croix d'argent. |
| Blason de Bloye | Détails | Le statut officiel du blason reste à déterminer. |

| Blason de Boëge | Blason  | Ecartelé d'or et d'azur.                         |
| Blason de Boëge | Détails | Le statut officiel du blason reste à déterminer. |

| Blason de Bonne | Blason  | Ecartelé : au 1er d'argent à la fasce de gueules, au chef émanché de sable, au 2d d'or à une fleur de lys de sable, au 3e d'or au sautoir de sable, au 4e de gueules à un arbre d'or planté dans une caisse du même. |
| Blason de Bonne | Détails | Le statut officiel du blason reste à déterminer. |

| Blason de Bonneville | Blason  | - Ecartelé de gueules à la croix d'argent ; et d'un palé d'or et de gueules. - Écartelé de Savoie et de Faucigny |
| Blason de Bonneville | Détails | Le statut officiel du blason reste à déterminer.                                                                 |

| Blason de Bons-en-Chablais | Blason  | D'azur au cerf saillant d'or sur un mont de trois coupeaux de sinople.                                                                                         |
| Blason de Bons-en-Chablais | Détails | * Il y a là non-respect de la règle de contrariété des couleurs : ces armes sont fautives (sinople sur azur). Le statut officiel du blason reste à déterminer. |

| Blason de Brenthonne | Blason  | Écartelé : aux 1er et 4e d'or à l'arbre de sinople, au 2d d'azur à un soleil d'or, au 3e d'azur au vol d'argent ; le tout sommé d'un chef de gueules à la croix d'argent (de Savoie). |
| Blason de Brenthonne | Détails | Le statut officiel du blason reste à déterminer. |

| Blason de Brizon | Blason  | D'or au chevron d'azur chargé de cinq étoiles du champ posées à plomb, accompagné en pointe d'un mont de trois coupeaux isolé et sommé d'un faucon chaperonné, la tête contournée, la patte dextre levée, l'autre grilletée d'argent, le tout du même ; à la bordure componnée du second et du premier |
| Blason de Brizon | Détails | Présent sur le site de la mairie. |

Pas d'information pour les communes suivantes : La Balme-de-Thuy, Bassy, La Baume, Bogève, Bonnevaux, Bossey, Le Bouchet-Mont-Charvin, Boussy, Burdignin.
Bluffy porte un pseudo-blason.
- Haut – A
- B
- C
- D
- E
- F
- G
- H
- I
- J
- K
- L
- M
- N
- O
- P
- Q
- R
- S
- T
- U
- V
- W
- X
- Y
- Z

### C
| Blason de Cercier | Blason  | De gueules à la croix d'argent, chargée en cœur d'une pomme et d'une poire, feuillée chacune de deux pièces au naturel, rangées en fasce, la première brochant sur la seconde, cantonnée aux premier et deuxième de deux montagnes du même mouvant de la croix, une rivière d'azur coulant en barre dans les troisième et quatrième quartiers, bordée de rochers d'argent et de sapins de sinople et brochant sur la croix; à deux arbres d'or feuillés de sinople, mouvant des flancs, du chef à la pointe, brochant sur le tout. |
| Blason de Cercier | Détails | Le statut officiel du blason reste à déterminer. |

| Blason de Cernex | Blason  | D'or à la barre d'azur côtoyée de deux cotices de gueules |
| Blason de Cernex | Détails | Présent sur le site de la mairie.                         |

| Blason de Cervens | Blason  | D'argent au chef d'azur, et brochant sur le tout, à un cerf saillant de gueules, ramé du champ et chargé sur son épaule d'un croissant du même; le tout abaissé sous un chef de gueules à une croix d'argent                                         |
| Blason de Cervens | Détails | Les armes de Cervens viennent très certainement de celles de Jean de Cervens dit du Vernay, maréchal de Savoie, seigneur de la Rochette et chevalier de l'Ordre du Collier. Armes parlantes. (cerf) Le statut officiel du blason reste à déterminer. |

| Blason de Chamonix-Mont-Blanc | Blason  | Taillé : 1er d'azur à la chaîne de trois montagnes d'argent mouvant de la partition, chargées d'un épicéa de sinople, au 2d de gueules à la tête de chamois coupée d'or ; à la barre d'azur chargée de cinq fleurs d'edelweiss d'argent, brochant sur la partition. |
| Blason de Chamonix-Mont-Blanc | Détails | Armes parlantes. (chamois) Le statut officiel du blason reste à déterminer. |

| Blason de Champanges | Blason  | D'or à saint Martin à cheval partageant son manteau avec un mendiant, le tout contourné et terrassé de sable ; au chef de gueules à la croix d'argent (de Savoie) |
| Blason de Champanges | Détails | Présent sur le site de la mairie. |

| Blason de La Chapelle-d'Abondance | Blason  | Parti d'azur à une chapelle d'argent soutenue d'un rocher de trois couteaux du mème ; et d'or à une corne d'abondance de gueules, emplie au naturel et posée en pal, soutenue d'un mont de trois coupeaux de sinople mouvant de la pointe. |
| Blason de La Chapelle-d'Abondance | Détails | Armes parlantes. (chapelle + corne d'abondance) Le statut officiel du blason reste à déterminer. |

| Blason de Charvonnex | Blason  | D'or à la barre ondée d'azur, à une roue de moulin à huit rayons de sable brochant sur le tout Ornements extérieursUne croix de chapitre d'or et une crosse abbatiale du même. Devise / CriFESTINA LENT (Hâte toi sans précipitation) |
| Blason de Charvonnex | Détails | Présent sur le site de la mairie |

| Blason de Châtel | Blason  | D’azur au château d’or sur trois coupeaux de montagne de sinople, surmonté en chef d’une corne d’abondance du second emplie au naturel |
| Blason de Châtel | Détails | Armes parlantes. (château) Le statut officiel du blason reste à déterminer.                                                            |

| Blason de Chatillon sur Cluses | Blason  | Parti d'azur à une tour d'argent ouverte du champ, et de gueules à la croix d'argent (de Savoie) ; le tout soutenu d'une champagne barrée de gueules et d'or. |
| Blason de Chatillon sur Cluses | Détails | Conflit héraldique : le dessin présente la tour ajourée du champ. Le statut officiel du blason reste à déterminer.                                            |

| Blason de Chaumont | Blason  | D'or à un cep de vigne de sinople fruité de deux grappes de raisin d'azur, au chef du même chargé d'un soleil du champ. |
| Blason de Chaumont | Détails | Le statut officiel du blason reste à déterminer.                                                                        |
| Blason de Chaumont | Alias   | D'argent à la montagne de six pics de sinople.                                                                          |

| Blason de Chavannaz | Blason  | Taillé de gueules à la croix d'argent (de Savoie), et d'azur au chat-huant contourné du second ; à la cotice en barre de tenné chargée de l'inscription « CHAVANNAZ » en lettres capitales du second. |
| Blason de Chavannaz | Détails | Le statut officiel du blason reste à déterminer. |

| Blason de Chêne-en-Semine | Blason  | D'or au chêne de sinople mouvant de la pointe; au chef d'or chargé d'un gland de sinople accosté de deux feuilles de chêne du même celle de dextre posée en bande et celle de senestre en barre; le tout enfermé dans une bordure diminuée d'azur combinée à une divise du même brochant sur le trait du chef. |
| Blason de Chêne-en-Semine | Détails | Armes parlantes. (chêne) Le statut officiel du blason reste à déterminer. |

| Blason de Chenex | Blason  | De gueules à un loup passant d'argent, la taille prise dans le dernier anneau d'une chaine de quatre mailles d'or en pal mouvant du chef. |
| Blason de Chenex | Détails | Le statut officiel du blason reste à déterminer.                                                                                          |

| Blason de Chens-sur-Léman | Blason  | D'azur à une sirène chevelée, marinée et tenant une lyre, sur une onde mouvant de la pointe, le tout d'argent et accosté en chef de deux croissants contournés d'or |
| Blason de Chens-sur-Léman | Détails | Le statut officiel du blason reste à déterminer. |

| Blason de Chessenaz | Blason  | De gueules à la croix d'argent, à une arche de porte d'église du même, brochant sur le tout. |
| Blason de Chessenaz | Détails | Le statut officiel du blason reste à déterminer.                                             |

| Blason de Chevaline | Blason  | De gueules à la croix d'argent, à un ours rampant de tenné brochant ; chaussé d'or chargé de deux sapins de sinople. |
| Blason de Chevaline | Détails | Le statut officiel du blason reste à déterminer.                                                                     |

| Blason de Choisy | Blason  | D'azur à une fasce d'or accompagnée en chef de deux tours du même et en pointe d'un renard d'argent . Ornements extérieursUne épée au naturel en pal derrière l'écu. |
| Blason de Choisy | Détails | La trame générale du blason est constituée par les armes de la famille de REYDET, seigneurs du lieu : D'azur à la fasce d'or accompagnée de deux étoiles du même en chef et d'un croissant d'argent en pointe. Mais les deux étoiles d'or en chef des armes de REYDET sont ici remplacées par deux tours symbolisant les deux châteaux conservés par la commune, et le croissant d'argent en pointe est remplacé par un renard, évoquant le nom d'un troisième château plus ancien et aujourd'hui en ruine, Vulpillières (en latin vulpes signifie "renard"). L'épée en support rappelle la découverte d'une épée de fer faite au hameau de Rossy en 1891. Le statut officiel du blason reste à déterminer. |

| Blason de Les Clefs | Blason  | De gueules à la croix d'or chargée de cinq étoiles d'azur                                        |
| Blason de Les Clefs | Détails | Armes provenant des seigneurs des Clets (Clés). Le statut officiel du blason reste à déterminer. |

| Blason de Clermont | Blason  | De gueules à deux clés d'or passées en sautoir, au chef d'argent chargé d'un mont de trois coupeaux de sinople. |
| Blason de Clermont | Détails | Armes parlantes. (clefs + mont) Le statut officiel du blason reste à déterminer.                                |

| Blason de La Clusaz | Blason  | De sinople à un rencontre de bélier d'argent.    |
| Blason de La Clusaz | Détails | Le statut officiel du blason reste à déterminer. |

| Blason de Cluses | Blason  | Palé d'or et de gueules de six pièces (de Faucigny)                                                       |
| Blason de Cluses | Détails | Reprise sans brisure des armes de la Maison de Faucigny. Le statut officiel du blason reste à déterminer. |

| Blason de Collonges-sous-Salève | Blason  | D'or à trois pals d'azur, sur le tout de gueules à la croix d'argent chargée sur sa traverse d'une ombre de foi au trait de sable; au chef d'azur chargé de la montagne du lieu (montagne de Salève) au naturel. |
| Blason de Collonges-sous-Salève | Détails | Le statut officiel du blason reste à déterminer. |

| Blason de Combloux | Blason  | De gueules à la croix d'argent chargée en cœur d'un rencontre de loup du champ. |
| Blason de Combloux | Détails | Le statut officiel du blason reste à déterminer.                                |
| Blason de Combloux | Alias   | D'argent à la tête de loup arrachée de sable; au comble d'azur.                 |

| Blason de La Côte-d'Arbroz | Blason  | Écartelé d'un palé d'or et de gueules (de Faucigny), et d'un tiercé en pairle d'azur, de sable et d'argent ; sur le tout de Savoie. |
| Blason de La Côte-d'Arbroz | Détails | Le statut officiel du blason reste à déterminer.                                                                                    |

| Blason de Contamines-Montjoie | Blason  | D'azur au lion d'or.                             |
| Blason de Contamines-Montjoie | Détails | Le statut officiel du blason reste à déterminer. |

| Blason de Copponex | Blason  | De gueules au lion d'or armé de sable            |
| Blason de Copponex | Détails | Le statut officiel du blason reste à déterminer. |

| Blason de Cornier | Blason  | Écartelé ; au 1er équipolé d'or et d'azur (du Genevois), au 2d taillé d'argent à trois corneilles contournées de sable, becquées et membrées de gueules, posées en orle ; et d'azur à une tour d'or ouverte du champ, maçonnée de sable ; au 3e d'or à un dauphin d'argent*, au 4e palé d'or et de gueules (de Faucigny). |
| Blason de Cornier | Détails | Armes parlantes. (corneilles) * Il y a là non-respect de la règle de contrariété des couleurs : ces armes sont fautives (argent sur or au 3e : interdit en héraldique). Armes fautives adoptées par délibération du conseil municipal du 29 septembre 1999.                                                               |

| Blason de Contamine-Sarzin | Blason  | De gueules à la croix d'argent (de Savoie), à la bande d'azur chargée de trois coquilles d'or à plomb, brochante. |
| Blason de Contamine-Sarzin | Détails | Les coquilles honorent les pèlerins passant par le lieu, la bande d'azur rappelle les Usses et le Chamaloup, le champ, bien sûr, les armes de Savoie. Armoiries composées par Jean-François Binon, adoptées par la municipalité le 29 juin 2017. |

| Blason de Cranves-Sales | Blason  | Écartelé : au 1er de gueules à la croix d'argent (de Savoie), au 2d d'azur à une montagne de deux monts pointus de sinople* mouvant de la pointe, sommée sur le mont senestre d'un sapin du même ; au 3e d'azur à une montagne de deux coupeaux de sinople* adextrée d'un clocher d'argent ajouré de sable sommé d'une flèche de tenné, le tout mouvant de la pointe ; au 4e palé d'or et de gueules (de Faucigny) ; sur le tout équipolé d'or et d'azur (du Genevois). |
| Blason de Cranves-Sales | Détails | |

| Blason de Cruseilles | Blason  | De gueules à une coquille d'or surmontée de cinq étoiles du même rangées en fasce voutée. Devise / Cri"SEMPER PROSPERA" |
| Blason de Cruseilles | Détails | Présenté sur le site officiel de la commune.                                                                            |

| Blason de Cusy (Haute-Savoie) | Blason  | Coupé d'un parti de Savoie, et de gueules à une bande d'argent chargée de trois étoiles de sables posées à plomb ; et d'argent au mot "CUSY" en lettres majuscules de sable posé en fasce, chapé d'azur ; à une fasce d'or brochant sur le coupé, et à la filière de gueules. |
| Blason de Cusy (Haute-Savoie) | Détails | Le statut officiel du blason reste à déterminer. |

Pas d'information pour les communes suivantes : Chainaz-les-Frasses, Challonges, Chapeiry, La Chapelle-Rambaud, La Chapelle-Saint-Maurice, Chavanod, Chevenoz, Chevrier, Chilly, Clarafond-Arcine, Contamine-sur-Arve, Cordon, Crempigny-Bonneguête, Cuvat.
- Haut – A
- B
- C
- D
- E
- F
- G
- H
- I
- J
- K
- L
- M
- N
- O
- P
- Q
- R
- S
- T
- U
- V
- W
- X
- Y
- Z

### D
| Blason de Demi-Quartier | Blason  | Parti d'argent et d'azur, au croissant de l'un en l'autre.                                                                 |
| Blason de Demi-Quartier | Détails | Armoiries conçues par Philippe Granchamp, adoptées par délibération du conseil municipal du 22 août 1989[réf. nécessaire]. |

| Blason de Desingy | Blason  | Parti : au 1er mi-parti, équipollé d'or et d'azur, au 2d d'azur à un parchemin d'argent chargé d'un calice du champ ; le tout enfermé dans une bordure de gueules chargée de dix-huit tours d'argent, maçonnées, ouvertes et ajourées de sable,. |
| Blason de Desingy | Détails | Le statut officiel du blason reste à déterminer. |

| Blason de Dingy-en-Vuache | Blason  | De gueules au chevron d'argent accompagné d'une dent de chien au naturel posée en barre en chef dextre, et d'une jonquille aussi au naturel posée en bande à senestre, et d'une tête de chamois d'or en pointe. |
| Blason de Dingy-en-Vuache | Détails | Le statut officiel du blason reste à déterminer. |

| Blason de Domancy | Blason  | Palé de gueules et d'or de huit pièces, a une montagne d'azur de quatre pics sommés d'argent brochante, chargée d'un coquelicot fleuri et feuillé de deux têtes au naturel, à un épi de blé en bande brochant |
| Blason de Domancy | Détails | Armoiries conçues par Christian Métayer, adoptées par la municipalité en août 1986. |

| Blason de Douvaine | Blason  | D'or à une tête de loup de gueules, accompagnée en pointe d'un lac ondé d'argent ; chaussé d'azur chargé à dextre d'une grappe de raisin du champ et à senestre d'une gerbe de blé du même. |
| Blason de Douvaine | Détails | Le statut officiel du blason reste à déterminer. |

| Blason de Draillant | Blason  | De gueules à une bande d'argent chargée d'une tour de sable ajourée aussi d'argent posée à plomb. |
| Blason de Draillant | Détails | Le statut officiel du blason reste à déterminer.                                                  |

| Blason de Duingt | Blason  | D'or à la croix de gueules cantonnée en chef de deux tours de sable. |
| Blason de Duingt | Détails | Le statut officiel du blason reste à déterminer.                     |

Pas d'information pour les communes suivantes : Dingy-Saint-Clair, Doussard, Droisy
- Haut – A
- B
- C
- D
- E
- F
- G
- H
- I
- J
- K
- L
- M
- N
- O
- P
- Q
- R
- S
- T
- U
- V
- W
- X
- Y
- Z

### E
| Blason de Éloise | Blason  | D'or au pont suspendu de sable posé entre deux rochers de sinople mouvant des flancs en chaussé et entre lesquels coule une rivière d'azur, accompagné en chef à dextre de trois feuilles de chêne rangées en bande et au canton senestre d'un écusson aux armes de Savoie. |
| Blason de Éloise | Détails | Le statut officiel du blason reste à déterminer. |

| Blason de Essert-Romand | Blason  | D'argent billeté de sable, au lion du même armé et lampassé de gueules, accompagné de deux outils d'essartage d'or emmanchés aussi de gueules, adossés, un émondoir posé en bande à dextre et un merlin posé en barre à senestre, le tout brochant ; au chef de gueules chargé d'une croisette tréflée du champ. |
| Blason de Essert-Romand | Détails | Armes parlantes. (outils d'essartage) Le statut officiel du blason reste à déterminer. |

| Blason de Etrembières | Blason  | Parti de sinople à une tour du château du lieu au naturel, et d'or à une échelle du premier ; à la champagne de sable chargée de trois divises ondées accolées, d'or, de sinople, et d'argent. |
| Blason de Etrembières | Détails | Au 1, Etrembières ; au 2, Hameau du " pas de l'Echelle " ; au 3, l'Arve . Le statut officiel du blason reste à déterminer.                                                                     |

| Blason de Évian-les-Bains | Blason  | D'azur à une truite d'argent engoulant par le milieu du corps un vangeron du même, au chef de Savoie. |
| Blason de Évian-les-Bains | Détails | Le statut officiel du blason reste à déterminer.                                                      |

| Blason de Excenevex | Blason  | De gueules à la bande d'argent. |
| Blason de Excenevex | Détails | Blason utilisé par la commune.  |

Pas d'information pour les communes suivantes : Entrevernes, Épagny-Metz-Tessy, Etaux, Étercy
- Haut – A
- B
- C
- D
- E
- F
- G
- H
- I
- J
- K
- L
- M
- N
- O
- P
- Q
- R
- S
- T
- U
- V
- W
- X
- Y
- Z

### F
| Blason de Faucigny | Blason  | Palé d'or et de gueules de six pièces. Devise / CriUSQUEQUO                                                                                    |
| Blason de Faucigny | Détails | Les armoiries sont celles de la Maison de Faucigny. Le statut officiel du blason reste à déterminer.                                           |
| Blason de Faucigny | Alias   | Palé d'or et de gueules, au château donjonné d'argent, ouvert et ajouré du champ, la tour senestre pavillonnée de gueules à la croix d'argent. |

| Blason de Faverges-Seythenex | Blason  | D'azur à la montagne de cinq pics d'argent mouvant de la pointe, surmontée d'un fer à cheval versé d'or. Devise / CriProgredior |
| Blason de Faverges-Seythenex | Détails | Le statut officiel du blason reste à déterminer.                                                                                |

| Blason de Feigères | Blason  | Écartelé: aux 1er et 4e d'or à trois pals d'azur, au 2e de gueules à la bande vivrée d'argent, au 3e de gueules au globe cintré et croisé d'or; le tout sommé d'un chef de gueules à la croix d'argent. |
| Blason de Feigères | Détails | Le statut officiel du blason reste à déterminer. |

| Blason de Fessy | Blason  | Tranché: au 1er d'or à l'aigle couronnée et contournée de sable, au 2e d'azur au lion d'or surmonté d'une étoile du même; au monde croisé d'or brochant sur le tranché. |
| Blason de Fessy | Détails | Le statut officiel du blason reste à déterminer. |

| Blason de Feternes | Blason  | D'argent au lion de sable tenant une coupe d'or de sa dextre. |
| Blason de Feternes | Détails | Le statut officiel du blason reste à déterminer.              |

| Blason de Fillinges | Blason  | Ecartelé d'un parti d'or et de gueules à un lion de sable armé et lampassé de gueules brochant : et d'azur à une cuirasse antique d'argent ; le tout sommé d'un chef retrait de Savoie |
| Blason de Fillinges | Détails | Le statut officiel du blason reste à déterminer. |

| Blason à dessiner | Blason  | Tranché: au 1er de sinople à la fleur d'orchidée bourdon [Ophrys fuciflora] au naturel, au 2e d'or à l'église du lieu d'argent. |
| Blason à dessiner | Détails | Le statut officiel du blason reste à déterminer.                                                                                |

| Blason de Frangy | Blason  | Coupé d'un parti de Savoie et d'azur à une truite d'argent posée en barre ; et du même à une grappe de raisin d'or tigée et feuillée au naturel. |
| Blason de Frangy | Détails | Le statut officiel du blason reste à déterminer.                                                                                                 |

Pas d'information pour les communes suivantes :  La Forclaz (Haute-Savoie)
- Haut – A
- B
- C
- D
- E
- F
- G
- H
- I
- J
- K
- L
- M
- N
- O
- P
- Q
- R
- S
- T
- U
- V
- W
- X
- Y
- Z

### G
| Blason de Gaillard | Blason  | D’or à la bande tranchée de Gueules et d’Azur    |
| Blason de Gaillard | Détails | Le statut officiel du blason reste à déterminer. |

| Blason de Les Gets | Blason  | Taillé d'azur à une montagne de trois pics d'argent et au flanc de montagne du même mouvant du flanc et brochant ; et du premier à un sapin de sinople*, à l'écusson de Savoie en pointe.   |
| Blason de Les Gets | Détails | * Il y a là non-respect de la règle de contrariété des couleurs : ces armes sont fautives (sinople sur azur, interdit en héraldique).                                                       |
| Blason de Les Gets | Alias   | D'azur au chevron d'or accompagné de deux étoiles en chef et d'un griffon en pointe, le tout du même. Ancien Blason des Gets, appartenant aux seigneurs de Benevix, ancien hameau des Gets. |

| Blason de Giez | Blason  | De gueules à la croix d'argent cantonnée au 1erd'un croissant versé en barre du même. |
| Blason de Giez | Détails | Le statut officiel du blason reste à déterminer.                                      |

| Blason de Le Grand-Bornand | Blason  | De sinople à la croix d'argent chargée de cinq étoiles d'azur ; à un mont de trois pics du second brochant en pointe . |
| Blason de Le Grand-Bornand | Détails | Le statut officiel du blason reste à déterminer.                                                                       |

| Blason de Groisy | Blason  | De gueules à la bande ondée d'or remplie d'azur et chargée d'une roue de moulin, accompagnée à senestre d'un arbre et à dextre d'un château du même ouvert du champ. |
| Blason de Groisy | Détails | Présent sur les panneaux à l'entrée du village. |

Gruffy porte un pseudo-blason.
- Haut – A
- B
- C
- D
- E
- F
- G
- H
- I
- J
- K
- L
- M
- N
- O
- P
- Q
- R
- S
- T
- U
- V
- W
- X
- Y
- Z

### H
| Blason de Habère-Poche | Blason  | Taillé : au 1er d'azur à un soleil d'or, au 2d de sinople à une croix tréflée d'argent ; à la barre d'argent chargée de trois étoiles de gueules, brochante ; au pont droit d'or brochant en pointe sur la barre et posé sur une rivière d'argent mouvant de la pointe. |
| Blason de Habère-Poche | Détails | Le statut officiel du blason reste à déterminer. |

| Blason de Héry-sur-Alby | Blason  | Tranché d'argent et de gueules à une vache de l'un en l'autre, accompagnée en chef d'une étoile de la Nativité d'argent et en pointe d'une hache de bûcheron de gueules, accostée d'une houe contournée du même. |
| Blason de Héry-sur-Alby | Détails | Le statut officiel du blason reste à déterminer. |

| Blason de Les Houches | Blason  | D'or vêtu d'azur, à un alpenstick et un piolet d'argent passés en sautoir brochants*, au besant du même bordé de sinople et de gueules brochant, surchargé d'un écusson aux armes de Savoie. |
| Blason de Les Houches | Détails | Le statut officiel du blason reste à déterminer. |

Pas d'information pour les communes suivantes : Habère-Lullin, Hauteville-sur-Fier
- Haut – A
- B
- C
- D
- E
- F
- G
- H
- I
- J
- K
- L
- M
- N
- O
- P
- Q
- R
- S
- T
- U
- V
- W
- X
- Y
- Z

### J
| Blason de Jonzier-Épagny | Blason  | Parti d'or et de gueules à la croix tréflée de l'un en l'autre, plantée au sommet d'un mont de trois coupeaux de sinople mouvant de la pointe et brochant sur la partition. |
| Blason de Jonzier-Épagny | Détails | Le statut officiel du blason reste à déterminer. |

Pas d'information pour Juvigny.
- Haut – A
- B
- C
- D
- E
- F
- G
- H
- I
- J
- K
- L
- M
- N
- O
- P
- Q
- R
- S
- T
- U
- V
- W
- X
- Y
- Z

### L
| Blason de Larringes | Blason  | Ecartelé de gueules à la croix d'argent (de Savoie), et de sable à trois pals d'or. |
| Blason de Larringes | Détails | Le statut officiel du blason reste à déterminer.                                    |

| Blason de Loisin | Blason  | Ecartelé de gueules à la croix d'or, et du même à trois pals d'azur. |
| Blason de Loisin | Détails | Le statut officiel du blason reste à déterminer.                     |

| Blason de Lovagny | Blason  | Ecartelé ; au 1er de Savoie, au 2d d'azur à un clocher d'argent, au 3e d'azur à trois ponts isolés d'argent, au 4e de gueules au loup passant d'argent ; au chef de sable chargé de cinq tours d'argent ouvertes et ajourées du champ. |
| Blason de Lovagny | Détails | Conflit héraldique : le clocher est présenté ajouré de sable. Le statut officiel du blason reste à déterminer. |

| Blason de Lucinges | Blason  | Écartelé : au 1er de Savoie, au 2e de Faucigny, au 3e d'or au lion contourné de gueules, au 4e bandé d'argent et de gueules |
| Blason de Lucinges | Détails | adopté par délibération du conseil municipal du 24 octobre 2002[réf. nécessaire].                                           |

| Blason de Lugrin | Blason  | Coupé d'argent à un cerisier fruité au naturel mouvant de la partition, et de gueules à une barque du Léman à deux voiles latines d’argent posée de front. |
| Blason de Lugrin | Détails | Le statut officiel du blason reste à déterminer. |

| Blason de Lullin | Blason  | De gueules à un château d'argent hersé de sable, soutenu d'un croissant du second. |
| Blason de Lullin | Détails | Le statut officiel du blason reste à déterminer.                                   |

| Blason de Lully | Blason  | Parti d'argent à un cerf saillant de gueules à la ramure du champ, chargé sur l'épaule d'un croissant du même, au chef d'azur ; et d'or à deux châteaux de sable, ouverts de gueules, ajourés d'argent, l'un sur l'autre, le premier donjonné, le second couvert et de deux tours aussi couvertes ; le tout sommé du chef de Savoie. |
| Blason de Lully | Détails | Armoiries conçues par Marcel Sauthier, date d'adoption par la municipalité inconnue[réf. nécessaire]. |

| Blason de Lyaud | Blason  | D'or à l'arbre terrassé de sinople, au feuillage chargé d'un écusson de gueules* à la croix du champ.            |
| Blason de Lyaud | Détails | * Il y a là non-respect de la règle de contrariété des couleurs : ces armes sont fautives (Gueules sur sinople). |

Pas d'information pour les communes de Lathuile, Leschaux et Lornay.
- Haut – A
- B
- C
- D
- E
- F
- G
- H
- I
- J
- K
- L
- M
- N
- O
- P
- Q
- R
- S
- T
- U
- V
- W
- X
- Y
- Z

### M
| Blason de Machilly | Blason  | Écartelé de sable au lion d'or, armé et lampassé de gueules et chargé sur l'épaule d'un croissant contourné d'azur ; et du même au château du second senestré d'un mur du même ; le tout sommé du chef de Savoie |
| Blason de Machilly | Détails | Le statut officiel du blason reste à déterminer. |

| Blason de Magland | Blason  | Tranché d'azur à la marque au quatre de chiffre des colporteurs savoyards d'or, et de gueules à trois glands d'or mal ordonnés ; à la cotice d'argent brochant sur la partition. |
| Blason de Magland | Détails | Armes parlantes. Armoiries de concepteur inconnu, adoptées en 1984. |

| Blason de Marcellaz | Blason  | Palé d'or et de gueules, à la croix tréflée de sinople brochant sur le tout, au chef du même |
| Blason de Marcellaz | Détails | Armoiries conçues par Paul Guichonnet, adoptées par la municipalité en 1986                  |

| Blason de Margencel | Blason  | D'azur à la bande d'argent chargée de trois cœurs de gueules Devise / Cri"SIC ITUR AD ASTRA" |
| Blason de Margencel | Détails | Le statut officiel du blason reste à déterminer.                                             |

| Blason de Marignier | Blason  | De gueules à un croissant d'argent, au chef d'or.                           |
| Blason de Marignier | Détails | Armoiries adoptées par délibération du conseil municipal du 3 octobre 1985. |

| Blason de Marigny-Saint-Marcel | Blason  | Tranché d'azur à l'épée d'argent, et d'or au lion de sable, armé et lampassé de gueules. |
| Blason de Marigny-Saint-Marcel | Détails | Le statut officiel du blason reste à déterminer.                                         |

| Blason de Marlioz | Blason  | Tranché abaissé à dextre, haussé à senestre, d'un palé d'argent et de gueules, à la cotice d'or abaissée et brochante, et de gueules à la cotice d'argent côtoyée de deux filets du même ; à la cotice d'azur brochant sur la partition. |
| Blason de Marlioz | Détails | Le statut officiel du blason reste à déterminer. |

| Blason de Marnaz | Blason  | D'azur à la roue d'engrenage d'argent, le moyeu de gueules percé d'argent, soutenue de deux branches de laurier d'or, fruitées de gueules, les tiges passées en sautoir en pointe et liées du même, au listel d'argent brochant en chef, chargé de l'inscription "MARNAZ" en lettre capitales de gueules et surmonté d'un tourteau de gueules rempli d'argent. |
| Blason de Marnaz | Détails | * Il y a là non-respect de la règle de contrariété des couleurs : ces armes sont fautives (tourteau de gueules sur azur). Le statut officiel du blason reste à déterminer. |

| Blason de Massingy | Blason  | D'or au lion de sable, armé et lampassé de gueules ; au chef parti du même papelonné du champ, et du second à l'épi de blé du champ posé en barre. |
| Blason de Massingy | Détails | Le statut officiel du blason reste à déterminer.                                                                                                   |

| Blason de Massongy | Blason  | Ecartelé : au 1er d'azur à une faux et un fléau au naturel passés en sautoir, une gerbe d'or brochant sur le tout, au 2d fascé d'argent et d'azur, chaque fasce d'azur chargée d'une étoile d'or, au 3e d'argent au chevron d'azur accompagné de deux tourteaux du même en chef et d'une coquille de gueules en pointe, au 4e d'or à une hotte au naturel remplie de grappes de raisin du même ; le tout sommé du chef de Savoie. |
| Blason de Massongy | Détails | Conflit héraldique : le "du même" attaché aux grappes de raisin ne fait allusion à aucune couleur observable sur le blason; Le statut officiel du blason reste à déterminer. |

| Blason de Maxilly-sur-Léman | Blason  | De sable au lion d'or, armé et lampassé de gueules, soutenu d'un lac ondé d'argent. |
| Blason de Maxilly-sur-Léman | Détails | Le statut officiel du blason reste à déterminer.                                    |

| Blason de Megève | Blason  | D’azur à une tête et col de chèvre coupés d’argent, au chef d’or. |
| Blason de Megève | Détails | Le statut officiel du blason reste à déterminer.                  |

| Blason de Mégevette | Blason  | Parti d'un palé d'or et de gueules (de Faucigny), et d'argent à une marque au quatre de chiffre des colporteurs savoyards de sable ; le tout sommé du chef de Savoie. |
| Blason de Mégevette | Détails | Armoiries adoptées par délibération du conseil municipal du 28 juin 1993[réf. nécessaire].                                                                            |

| Blason de Meillerie | Blason  | D'azur à la barque de Meillerie, la coque et le mât au naturel, aux deux voiles triangulaires d'argent, une flamme de gueules à la croix d'argent flottant vers senestre, attachée à la mâture elle-même surmontée d'une fleur de lys aussi d'argent, ladite barque accostée de deux colonnes du même posées chacune sur un mont de sinople mouvant de la pointe, celle de dextre surmontée d'une losange d'or, celle de senestre d'une étoile du mème ; au chef de Savoie. |
| Blason de Meillerie | Détails | * Il y a là non-respect de la règle de contrariété des couleurs : ces armes sont fautives (gueules sur azur). Armoiries conçues par Marcel Sauthier, adoptées par la municipalité en 1984[réf. nécessaire]. |

| Blason de Menthonnex-en-Bornes | Blason  | De gueules au sautoir d'argent cantonné de quatre coquilles du mème. |
| Blason de Menthonnex-en-Bornes | Détails | Le statut officiel du blason reste à déterminer.                     |

| Blason de Menthon-Saint-Bernard | Blason  | De gueules au lion d'argent, à la cotice d'azur brochant sur le tout. |
| Blason de Menthon-Saint-Bernard | Détails | Le statut officiel du blason reste à déterminer.                      |

| Blason de Messery | Blason  | De gueules à la croix d'argent cantonnée de deux épis de blé d'or aux 1er et 4e. |
| Blason de Messery | Détails | Le statut officiel du blason reste à déterminer.                                 |

| Blason de Mieussy | Blason  | Palé d'or et de sable, au chef de gueules chargé de trois casques d'argent tarés de profil.        |
| Blason de Mieussy | Détails | Concepteur : Philippe Grandchamp adoptée par délibération du conseil municipal du 15 novembre 1982 |

| Blason de Monnetier-Mornex | Blason  | Tranché d'or à un soleil non figuré au naturel, et de sinople à trois sapins au naturel rangés en bande, celui du milieu plus grand que les autres ; à la rivière d'azur ondée d'argent posée en bande et brochant sur la partition, chargée de trois cristaux de neige du même ; au franc-canton de Savoie.          |
| Blason de Monnetier-Mornex | Détails | Le statut officiel du blason reste à déterminer. |
| Blason de Monnetier-Mornex | Alias   | Tranché d'or à un soleil non figuré au naturel, et de sinople à trois sapins d'argent rangés en bande, celui du milieu plus grand que les autres ; une rivière d'argent ondée d'azur posée en bande et brochant sur la partition, chargée de trois cristaux de neige du même ; au franc-canton de Savoie. (Variante). |

| Blason de Montriond | Blason  | D'or à un coupeau de sinople issant d'une mer ondée d'argent ; chaussé du second ; au chef de gueules chargé d'une croisette tréflée du troisième accostée à dextre d'une rose du champ et à senestre d'un cœur du même. |
| Blason de Montriond | Détails | Le statut officiel du blason reste à déterminer. |

| Blason de Mont-Saxonnex | Blason  | Coupé d'azur et de sinople, à une chaîne de montagnes d'argent mouvant des flancs et brochant sur la partition, chargée à senestre d'une église du même brochant sur le tout, accompagnée en chef dextre d'un écusson aux armes de Faucigny (palé d'or et de gueules) et en pointe senestre d'un écusson de Savoie (de gueules à la croix d'argent). |
| Blason de Mont-Saxonnex | Détails | Le statut officiel du blason reste à déterminer. |

| Blason de Morillon (Haute-Savoie) | Blason  | De gueules à la croix d'argent (de Savoie) ; cantonnée de deux fleurs d'edelweiss d'argent aux 1er et 4e. |
| Blason de Morillon (Haute-Savoie) | Détails | Le statut officiel du blason reste à déterminer.                                                          |
| Blason de Morillon (Haute-Savoie) | Alias   | Variante : Fascé-vivré de quatre pièces.                                                                  |

| Blason de Morzine | Blason  | De gueules à un pont couvert d'or, maçonné de sable, posé sur des ondes d'argent mouvant de la pointe, surmonté d'un soleil aussi d'or accosté de deux étoiles aussi d'argent.       |
| Blason de Morzine | Détails | Conflit héraldique : le pont n'est pas dessiné maçonné de sable. Le statut officiel du blason reste à déterminer.                                                                    |
| Blason de Morzine | Alias   | De gueules au pont couvert à une arche d'or, posé sur une rivière du même mouvant de la pointe, surmonté d'un soleil non figuré d'argent accompagné en chef de deux étoiles du même. |

| Blason de La Muraz | Blason  | D'or a l'écusson de Savoie soutenu d'un mont de trois coupeaux de sinople chargé en pointe d'un pont d'argent maçonné de sable ; chapé-engrêlé d'azur au chef d'argent chargé de six étoiles de gueules rangées en fasce. |
| Blason de La Muraz | Détails | Le statut officiel du blason reste à déterminer. |

| Blason de Musieges | Blason  | De sinople à la barre ondée d'argent accompagnée en chef d'une bisse contournée d'or et en pointe d'une grappe de raisin feuillée du même ; au franc-quartier senestre de Savoie. |
| Blason de Musieges | Détails | Le statut officiel du blason reste à déterminer. |

Pas d'information pour les communes suivantes : Manigod, Marcellaz-Albanais, Marin, Menthonnex-sous-Clermont, Mésigny, Meythet, Minzier, Montagny-les-Lanches, Moye, Mûres.
- Haut – A
- B
- C
- D
- E
- F
- G
- H
- I
- J
- K
- L
- M
- N
- O
- P
- Q
- R
- S
- T
- U
- V
- W
- X
- Y
- Z

### N
| Blason de Nancy-sur-Cluses | Blason  | Tranché ; au premier d'or au quatre de chiffre des colporteurs savoyards surmontant un cœur de gueules;au second de gueules au sapin d'argent. |
| Blason de Nancy-sur-Cluses | Détails | Le statut officiel du blason reste à déterminer.                                                                                               |

| Blason de Nangy | Blason  | Equipolé d'or et d'azur (du Genevois), le canton de la pointe de gueules à la croix d'argent (de Savoie). |
| Blason de Nangy | Détails | Le statut officiel du blason reste à déterminer.                                                          |

| Blason de Nernier | Blason  | D'azur à deux brochets adossés d'argent.         |
| Blason de Nernier | Détails | Le statut officiel du blason reste à déterminer. |

| Blason de Neuvecelle | Blason  | De gueules au lion d'or armé et lampassé de sable. |
| Blason de Neuvecelle | Détails | Le statut officiel du blason reste à déterminer.   |

| Blason de Neydens | Blason  | De gueules à la croix d'argent (de Savoie), à une tulipe de Neydens au naturel, ployée en bande, brochant sur le montant supérieur de la croix et passant sous la traverse senestre. |
| Blason de Neydens | Détails | Le statut officiel du blason reste à déterminer. |

| Blason de Novel | Blason  | De gueules à une fasce d'or chargée de deux pals d'azur. |
| Blason de Novel | Détails | Le statut officiel du blason reste à déterminer.         |

Pas d'information pour les communes de Nâves-Parmelan et de Nonglard.
- Haut – A
- B
- C
- D
- E
- F
- G
- H
- I
- J
- K
- L
- M
- N
- O
- P
- Q
- R
- S
- T
- U
- V
- W
- X
- Y
- Z

### O
| Blason de Orcier | Blason  | Palé d'argent et d'azur au chevron de gueules brochant ; au chef parti d'azur à la croix d'argent cantonnée de quatre écussons de Savoie, et de Savoie.        |
| Blason de Orcier | Détails | * Il y a là non-respect de la règle de contrariété des couleurs : ces armes sont fautives (Gueules sur azur). Le statut officiel du blason reste à déterminer. |

Pas d'information pour Onnion.
- Haut – A
- B
- C
- D
- E
- F
- G
- H
- I
- J
- K
- L
- M
- N
- O
- P
- Q
- R
- S
- T
- U
- V
- W
- X
- Y
- Z

### P
| Blason de Passy | Blason  | D'or à trois pals d'azur. |
| Blason de Passy | Détails | Les armes de la commune sont celle de l'ancienne famille de Montfort. Adopté par délibération du conseil municipal du 2 décembre 1969, autorisé par la préfecture le 4 mai 1970 |

| Blason de Peillonnex | Blason  | Parti d'un équipolé d'or et d'azur (du Genevois), et d'un palé d'or et de gueules (de Faucigny) ; et d'argent à une crosse contournée de sable. |
| Blason de Peillonnex | Détails | Armoiries conçues par Paul Guichonnet, et adoptées par la municipalité en 1982                                                                  |

| Blason de Perrignier | Blason  | Taillé: au 1er de gueules à la croisette tréflée d'argent, au 2e d'or à la tour d'azur ouverte et ajourée du champ .                                                     |
| Blason de Perrignier | Détails | La croix tréflée rappelle les armoiries de Saint-Jean-d'Aulps et la tour celle de Brécorens. Armoiries adoptées par la municipalité le 28 février 2003.                  |
| Blason de Perrignier | Alias   | Ecartelé : aux 1er et 4e d'or à une tour d'azur ouverte et ajourée du champ, au 2d de gueules à la croix trèflée d'argent, au 3e de sinople à la croix trèflée d'argent. |

| Blason de Pers-Jussy | Blason  | D'argent au pont fortifié d'une tour, le tout de sable, ajouré du champ et maçonné d'or, franchissant une rivière d'azur mouvant de la pointe, accompagné en chef d'un écusson équipolé d'or et d'azur (du Genevois) à dextre, et d'un écusson palé d'or et de gueules (de Faucigny) à senestre.      |
| Blason de Pers-Jussy | Détails | Conflit héraldique : sur l'alias, la tour est représentée ajourée de sable. Le statut officiel du blason reste à déterminer. |
| Blason de Pers-Jussy | Alias   | Taillé d'azur à une tour d'argent maçonnée de sable sur une terrasse de sinople, senestrée d'un écusson aux armes du Genevois ; et d'or à un pont d'argent lui-aussi maçonné de sable, franchissant une rivière d'azur mouvant de la pointe et accompagné en chef d'un écusson aux armes de Faucigny. |

| Blason de Poisy | Blason  | D'azur à la devise dentelée en chef, sommée d'un chateau donjonné de trois tours et accompagnée en pointe d'un bouquet de trois épis de blé empoignés, le tout d'or. |
| Blason de Poisy | Détails | Le statut officiel du blason reste à déterminer. |

| Blason de Praz sur Arly | Blason  | Taillé d'azur à la montagne de quatre pics d'argent, chargée en cœur d'un chalet de sable ; et de gueules à une tête de chamois coupée d'or ; à la barre du premier chargée de cinq fleurs d'edelweiss du second, brochant sur la partition. |
| Blason de Praz sur Arly | Détails | Le statut officiel du blason reste à déterminer. |

| Blason de Présilly | Blason  | D'azur au monde d'argent cintré et croisé d'or, au chef du même chargé d'une croix ajourée du champ.     |
| Blason de Présilly | Détails | Armoiries conçues par Gaston Cambin, adoptées par la municipalité le 12 septembre 1985[réf. nécessaire]. |

| Blason de Publier | Blason  | D'azur au lion d'argent armé et lampassé de gueules, issant d'un mont de trois coupeaux de sinople mouvant de la pointe, surmonté de trois étoiles du second mal ordonnées, au chef cousu de Savoie.                                   |
| Blason de Publier | Détails | * Ces armes emploient le terme « cousu » dans le seul but de contrevenir à la règle de contrariété des couleurs : elles sont fautives (gueules sur azur). Armoiries conçues par Michel Sauthier, adoptées par la municipalité en 1984. |

- Haut – A
- B
- C
- D
- E
- F
- G
- H
- I
- J
- K
- L
- M
- N
- O
- P
- Q
- R
- S
- T
- U
- V
- W
- X
- Y
- Z

### Q
| Blason de Quintal | Blason  | De gueules au sautoir d'argent chargé de cinq étoiles d'or* et accompagné de quatre coquilles du même.     |
| Blason de Quintal | Détails | * Il y a là non-respect de la règle de contrariété des couleurs : ces armes sont fautives (or sur argent). |

### R
| Blason de Reignier | Blason  | D'or au chef de gueules chargé d'une couronne du champ. Devise / Cri« fidem nunquam abdixi »                                                            |
| Blason de Reignier | Détails | La couronne fait allusion au nom de la ville, dont les sons sont les mêmes que ceux du verbe "régner". Le statut officiel du blason reste à déterminer. |

| Blason de Le Reposoir | Blason  | Palé d'or et de gueules (de Faucigny) ; mantelé-abaissé d'azur chargé d'un monde d'argent cintré et croisé d'or, surmonté de sept étoiles du même posées en demi-cercle. Devise / CriHic est repausatorium meum |
| Blason de Le Reposoir | Détails | Armoiries conçues par M. Laurent GRANIER, adoptées par la municipalité en 2013. |

| Blason de Reyvroz | Blason  | Ecartelé : au 1er d'azur à un écusson cousu de gueules* à la bande d'argent ; au 2d de sinople à une rivière d'argent mise en bande ; au 3e d'azur à une tour senestrée d'un avant-mur, le tout d'argent maçonné de sable ; au 4e de sinople à un écusson cousu de Savoie ; à une croix tréflée d'argent brochant sur la partition.                                                  |
| Blason de Reyvroz | Détails | Les écussons sont aux armes de la famille DE ROVORÉE au 1er et de la Savoie au 4e, la rivière représente le Brevon, la tour et la croix tréflée évoquent l'abbaye de Saint-Jean d'Aulps. * Ces armes emploient le terme « cousu » dans le seul but de contrevenir à la règle de contrariété des couleurs : elles sont fautives (les écussons du 1er et du 4eme gueules sur sinople). |

| Blason de La Rivière-Enverse | Blason  | D'azur à un cerf d'or, au chef du champ soutenu d'une divise ondée d'argent et chargé de trois sapins du même. |
| Blason de La Rivière-Enverse | Détails | Armoiries conçues par M. Marcel NEYRON, adoptées par la municipalité le 20 juin 2033.                          |

| Blason de La Roche-sur-Foron | Blason  | Équipolé d'or et d'azur. Ornements extérieursUne couronne murale de trois tours et deux licornes au naturel en supports.      |
| Blason de La Roche-sur-Foron | Détails | Reprise sans brisure des armes du Genevois, ce qui constitue une usurpation. Le statut officiel du blason reste à déterminer. |

| Blason de Rumilly | Blason  | De gueules à l'aigle d'argent, becquée et membrée d'or. |
| Blason de Rumilly | Détails | Le statut officiel du blason reste à déterminer.        |

- Haut – A
- B
- C
- D
- E
- F
- G
- H
- I
- J
- K
- L
- M
- N
- O
- P
- Q
- R
- S
- T
- U
- V
- W
- X
- Y
- Z

### S
| Blason de Saint-André-de-Boëge | Blason  | Parti d'or au sautoir de sable et de gueules à une clé contournée du premier. |
| Blason de Saint-André-de-Boëge | Détails | Le champ dextre évoque Saint André, le saint patron de la paroisse du lieu, le champ senestre évoque Saint Pierre, patron de l'évêché de Genève. Armoiries conçues par Paul Guichonnet, adoptées par la municipalité le 19 avril 1990. |

| Blason de Saint-Cergues | Blason  | D'argent au chevron écimé de sable accompagné en pointe d'une étoile à six rais d'azur ; au chef de gueules chargé de trois croisettes au pied fiché d'or. |
| Blason de Saint-Cergues | Détails | Armoiries adoptées par la municipalité en 2000, de concepteur inconnu.                                                                                     |

| Blason de Saint-Félix | Blason  | D'or au lion de sable armé et lampassé de gueules. Devise / Cri« felix muntius »                                             |
| Blason de Saint-Félix | Détails | Reprise sans brisure des armes de la famille de Charansonay (Charansonnex). Le statut officiel du blason reste à déterminer. |

| Blason de Saint-Ferréol (Haute-Savoie) | Blason  | - Écartelé de gueules et d'azur, chargé d'un casque romain au 1er, d'une roue à aubes au 2d, d'un edelweiss au 3e, d'une croix au 4e ; le tout d'argent. - Écartelé : au 1er de gueules à un casque romain d'argent, au 2d d'azur à une roue à aubes d'argent, au 3e d'azur à une fleur d'edelweiss d'argent, au 4e de Savoie. |
| Blason de Saint-Ferréol (Haute-Savoie) | Détails | Le 1er évoque Saint Ferréol, tribun romain devenu martyre chrétien ; le 2d les multiples moulins exploitant le courant de la rivière du lieu, le 3e la flore alpine, le 4e la fidélité féodale à la Savoie. Le statut officiel du blason reste à déterminer.                                                                   |

| Blason de Saint-Gervais-les-Bains | Blason  | D'azur au lion naissant d'or. Devise / Cri« Montjoye est ma joie » |
| Blason de Saint-Gervais-les-Bains | Détails | Le statut officiel du blason reste à déterminer.                   |

| Blason de Saint-Gingolph | Blason  | Tranché denché d'argent et d'azur, à une loutre rampante de sable brochant sur la partition, accompagnée en chef à senestre d'une étoile de six rais aussi d'azur. |
| Blason de Saint-Gingolph | Détails | Le statut officiel du blason reste à déterminer. |

| Blason de Saint-Jean-d'Aulps | Blason  | De sinople à une tour flanquée d'un avant-mur senestre, le tout d'argent maçonné de sable, la tour senestrée d'une croix latine tréflée d'argent. |
| Blason de Saint-Jean-d'Aulps | Détails | Le statut officiel du blason reste à déterminer.                                                                                                  |

| Blason de Saint-Jean-de-Tholome | Blason  | Parti de gueules au pal d'or, mi-parti d'azur à l'aigle bicéphale au vol abaissé d'argent, becquée et membrée d'or ; au chef parti d'azur à trois étoiles mal ordonnées d'or, et de Savoie. |
| Blason de Saint-Jean-de-Tholome | Détails | * Il y a là non-respect de la règle de contrariété des couleurs : ces armes sont fautives (gueules sur azur). Le statut officiel du blason reste à déterminer.                              |

| Blason de Saint-Jeoire | Blason  | D'or au sautoir de sable.                        |
| Blason de Saint-Jeoire | Détails | Le statut officiel du blason reste à déterminer. |

| Blason de Saint-Jorioz | Blason  | D'or à trois chabots d'azur, au chef de gueules papelonné d'or. |
| Blason de Saint-Jorioz | Détails | Reprise des armes de la famille de Gruel, avec adjonction du chef papelonné évoquant les tuileries du lieu. Armoiries conçues par Philippe Grandchamps, adoptées par la municipalité le 29 octobre 1984. |

| Blason de Saint-Julien-en-Genevois | Blason  | D'or à trois pals d'azur, à deux griffons affrontés d'argent brochant sur le tout. |
| Blason de Saint-Julien-en-Genevois | Détails | Le statut officiel du blason reste à déterminer.                                   |

| Blason de Saint-Paul-en-Chablais | Blason  | Palé d'or et de gueules (de Faucigny) à une épée d'argent brochant en bande sur le tout.                            |
| Blason de Saint-Paul-en-Chablais | Détails | L'épée évoque le martyre de Saint Paul, tué à l'aide de cet outil. Le statut officiel du blason reste à déterminer. |

| Blason de Saint-Pierre-en-Faucigny | Blason  | Parti de Savoie, et d'or à une clef au naturel*, le panneton à senestre chargé d'une croisette de sable. |
| Blason de Saint-Pierre-en-Faucigny | Détails | Une clé/clef étant un outil de création humaine, il ne dispose par essence pas d'une couleur "au naturel", mais de plusieurs possibles : or (comme ici), cuivre, argent, acier, etc. : une représentation de ces armes avec une clef d'acier, sera donc tout à fait valable. Le statut officiel du blason reste à déterminer. |

| Blason de Saint-Sigismond | Blason  | - D'azur à trois étoiles en pal accostées de deux potences adossées mouvant des flancs et de la pointe, celle de dextre surmontée d'une roue à quatre rais et celle de senestre d'une lyre, le tout d'argent. - D'azur au chef-pal d'argent rempli du champ, chargé de trois étoiles sur son pal, celle en chef adextrée d'une roue à quatre rais et senestrée d'une lyre, le tout du second. |
| Blason de Saint-Sigismond | Détails | Le statut officiel du blason reste à déterminer. |

| Blason de Saint-Sixt | Blason  | D'azur à la bande de gueules bordée d'or et chargée de trois trèfles d'argent. |
| Blason de Saint-Sixt | Détails | Le statut officiel du blason reste à déterminer.                               |

| Blason de Sallanches | Blason  | De gueules au chevron versé ondé d'agent.        |
| Blason de Sallanches | Détails | Le statut officiel du blason reste à déterminer. |

| Blason de Sallenôves | Blason  | Palé d'argent de gueules, à la bande d'or brochante. |
| Blason de Sallenôves | Détails | Le statut officiel du blason reste à déterminer.     |

| Blason de Samoëns | Blason  | Ecartelé de gueules à trois pals d'or, et d'azur à un sapin de sinople* soutenu d'une chaîne de sept monts de sable* aux sommets enneigés d'argent mouvant de la pointe. |
| Blason de Samoëns | Détails | * Il y a là non-respect de la règle de contrariété des couleurs : ces armes sont fautives (sinople et sable sur azur).                                                   |

| Blason de Le Sappey | Blason  | D'argent au franc-quartier de Savoie senestré d'une couronne de douze étoiles d'or* ; à trois sapins de sinople mal ordonnés, celui du centre plus grand, brochant sur le tout |
| Blason de Le Sappey | Détails | * Il y a là non-respect de la règle de contrariété des couleurs : ces armes sont fautives (or sur argent). Armes parlantes.                                                    |

| Blason de Savigny | Blason  | Tranché d'un bandé d'or et d'azur de quatre pièces, à un lion rampant de sable brochant ; et de gueules à la croix d'argent (de Savoie), à un ours rampant de sable brochant . |
| Blason de Savigny | Détails | - Le champ en chef évoque les armes du Genevois, le lion brochant est repris d'armoiries retrouvées dans le château du lieu (probablement les armes de la famille de Livron)[réf. nécessaire]. - Le lion brochant le champ aux armes de Savoie rappelle une battue un jour organisée dans le village pour abattre quatre ours. Armoiries conçues par Ruedi Wäldi, année d'adoption par la municipalité inconnue[réf. nécessaire]. |

| Blason de Scientrier | Blason  | D'azur à la bande d'or chargée de trois pals de gueules, accompagnée en chef d'un épi de blé et en pointe d'un héron mouvant d'ondes, le tout d'or. |
| Blason de Scientrier | Détails | Le statut officiel du blason reste à déterminer. |

| Blason de Sciez | Blason  | Parti en dents de scie : au premier de gueules à la croix d'argent (de Savoie) ; au second d'azur a un cygne nageant d'or. Devise / Cri« foron point ne rompt ». |
| Blason de Sciez | Détails | Armes parlantes (en dents de scie/Sciez). Le statut officiel du blason reste à déterminer.                                                                       |

| Blason de Scionzier | Blason  | Parti de sinople et de gueules, une roue dentée d'argent brochant sur la partition. |
| Blason de Scionzier | Détails | Le statut officiel du blason reste à déterminer.                                    |

| Blason de Serraval | Blason  | D'or chaussé de sinople ; au chef du champ palissé de deux pièces et deux demies du second.                    |
| Blason de Serraval | Détails | Armoiries conçues par Philippe Grandchamp, adoptées par la municipalité le 1er décembre 1989[réf. nécessaire]. |

| Blason de Sévrier | Blason  | D'argent à une bande ondée de gueules, accompagnée en chef d'un sapin de sinople et en pointe d'un besant de sable, une cotice d'or ondée brochant sur le trait dextre de la bande. |
| Blason de Sévrier | Détails | Le statut officiel du blason reste à déterminer. |

| Blason de Seyssel | Blason  | D'azur à un cerf rampant et contourné de sable*, à la lettre S capitale d'or brochant sur le tout.                                                        |
| Blason de Seyssel | Détails | * Il y a là non-respect de la règle de contrariété des couleurs : ces armes sont fautives ( sable/azur). Le statut officiel du blason reste à déterminer. |

| Blason de Sixt-Fer-à-Cheval | Blason  | De gueules à la fasce ondée d'argent accompagnée d'une tête d'aigle d'or en chef et d'une crosse du même en pointe. |
| Blason de Sixt-Fer-à-Cheval | Détails | Armoiries conçues par M. Christian RÉGAT, adoptées par la municipalité en 1995.                                     |

Pas d'information pour les communes suivantes : Saint-Eusèbe, Saint-Eustache, Saint-Germain-sur-Rhône, Saint-Jean-de-Sixt, Saint-Laurent, Saint-Sylvestre, Sales, Saxel, Seytroux, Sillingy.
Saint-Blaise et Servoz portent toutes-deux des pseudo-blasons.
- Haut – A
- B
- C
- D
- E
- F
- G
- H
- I
- J
- K
- L
- M
- N
- O
- P
- Q
- R
- S
- T
- U
- V
- W
- X
- Y
- Z

### T
| Blason de Talloires-Montmin | Blason  | De gueules à la croix d'argent (de Savoie); à un cygne contourné du même nageant sur une champagne ondée d'azur, brochant sur le tout. |
| Blason de Talloires-Montmin | Détails | Fusion des communes de Talloires et Montmin.                                                                                           |

| Blason de Taninges | Blason  | Écartelé en sautoir : aux 1er et 4e de gueules à trois filets en chevron d'argent, ceux du chef renversés, accolés aux traits de partition, aux flancs d'azur ; l'azur chargé de deux léopards lionnés d'argent soutenant un écu rond de gueules à la croix d'argent et à la filière du même brochant en cœur. |
| Blason de Taninges | Détails | Le statut officiel du blason reste à déterminer. |

| Blason de Thollon-les-Mémises | Blason  | D'azur à une fasce-pal losangée d'argent et de gueules, accompagnée en chef de trois fleurs de lys du second. |
| Blason de Thollon-les-Mémises | Détails | Le statut officiel du blason reste à déterminer.                                                              |

| Blason de Thônes | Blason  | De gueules à une barrière d'or.                  |
| Blason de Thônes | Détails | Le statut officiel du blason reste à déterminer. |

| Blason de Thonon-les-Bains | Blason  | Parti d'or et d'azur. Ornements extérieurs - Médaille de la Reconnaissance Française (1921). - Croix de guerre 1939-1945. Devise / Cri« constantia contenta » (heureuse dans la constance). |
| Blason de Thonon-les-Bains | Détails | Le statut officiel du blason reste à déterminer. |

| Blason de Thusy | Blason  | De gueules à la croix d'argent cantonnée de quatre équerres d'or mouvant de l'abime. |
| Blason de Thusy | Détails | Le statut officiel du blason reste à déterminer.                                     |

| Blason de Thyez | Blason  | Palé d'argent et d'azur, à la bande de gueules chargée de trois coquilles d'or brochante, accompagnée en chef d'une tour senestrée d'un pan de mur crénelé et ouvert d'un portique sous lequel se tient une étoile, le tout d'or. |
| Blason de Thyez | Détails | Le statut officiel du blason reste à déterminer. |

| Blason de La Tour | Blason  | Parti d'or à trois bandes de gueules, au chef de Savoie, et d'azur à une clé d'argent. |
| Blason de La Tour | Détails | Le statut officiel du blason reste à déterminer.                                       |

- Haut – A
- B
- C
- D
- E
- F
- G
- H
- I
- J
- K
- L
- M
- N
- O
- P
- Q
- R
- S
- T
- U
- V
- W
- X
- Y
- Z

### U
Pas d'information pour les communes suivantes : Usinens

### V
| Blason de Vacheresse | Blason  | D'or à une tête et au col de vache d'Abondance au naturel, posés de demi-profil contourné, colletés de sable et clarinés d'argent, soutenus d'un rocher de trois coupeaux du même* mouvant de la pointe, au chef cousu d'argent* chargé de trois sapins de sinople.        |
| Blason de Vacheresse | Détails | * Ces armes emploient le terme « cousu » dans le seul but de contrevenir à la règle de contrariété des couleurs : elles sont fautives (argent sur or). Armes parlantes. Armoiries de concepteur inconnu, adoptées par la municipalité le 24 octobre 1999[réf. nécessaire]. |

| Blason de Vailly | Blason  | De sinople à une ruche d'or entourée de neuf abeilles de même, ondé d'argent en pointe ; chaussé du second chargé d'une croix tréflée de sable à dextre et d'un cerf de tenné à senestre ; au chef parti de Savoie (de gueules à la croix d'argent), et de Chablais (d'argent semé de billettes de sable au lion de même, armé et lampassé de gueule, brochant sur le tout). |
| Blason de Vailly | Détails | Différences entre dessin et blasonnement : blasonnement un cerf et dessin une tête de cerf. L'erreur est aussi sur le site de la commune. Armoiries adoptées par la municipalité le 12 décembre 2015. |

| Blason de Valleiry | Blason  | Écartelé : au 1er de Savoie ; au 2d d'argent à deux clés d'or* en sautoir, au 3e d'argent à deux épis d'or* en sautoir accompagnés de trois roses de gueules boutonnées d'or deux aux flancs et une en pointe ; au 4e d'azur à une couronne de douze étoiles d'or |
| Blason de Valleiry | Détails | * Il y a là non-respect de la règle de contrariété des couleurs : ces armes sont fautives (or sur argent). |

| Blason de Vallières | Blason  | D'azur à la tour et son avant-mur senestre d'or maçonnés de sable.                                  |
| Blason de Vallières | Détails | Armes des De Langin, famille seigneuriale du lieu. Le statut officiel du blason reste à déterminer. |

| Blason de Vanzy | Blason  | D'azur à la burelle ondée d'argent accompagnée en chef d'une tour d'or et en pointe d'une aigle au vol abaissé d'argent. |
| Blason de Vanzy | Détails | Le statut officiel du blason reste à déterminer.                                                                         |

| Blason de Veigy-Foncenex | Blason  | De gueules au chevron d'or accompagné de deux croissants du même en chef et d'une tête de maure de sable tortillée d'argent en pointe. |
| Blason de Veigy-Foncenex | Détails | Reprise sans brisure des armes des " Seigneurs de Veigy " . Le statut officiel du blason reste à déterminer.                           |

| Blason de Verchaix | Blason  | Parti d'azur à une hotte d'or, et d'argent à un sapin de sinople terrassé du même ; le tout sommé d'un chef palé d'or et de gueules (Chef de Faucigny). Devise / Cri« qui voit Verchaix, voit verts champs » |
| Blason de Verchaix | Détails | Le statut officiel du blason reste à déterminer. |

| Blason de La Vernaz | Blason  | D'or chapé de sinople, à trois feuilles de verne [aulne] de l'un en l'autre. |
| Blason de La Vernaz | Détails | Armes parlantes. Le statut officiel du blason reste à déterminer.            |

| Blason de Vers | Blason  | D'or à la croix de sinople chargée de trois épis de blé du champ, posés en barre et rangés en pal. |
| Blason de Vers | Détails | Armoiries de concepteur inconnu, adoptées par la municipalité le 12 octobre 2002.                  |

| Blason de Veyrier du lac | Blason  | De gueules à la croix d'argent (de Savoie) chargée d'une grappe de raisin de pourpre feuillée et pamprée de sinople, et cantonnée de quatre poissons d'azur, à la tête d'or et lorrés du même, affrontés deux à deux en sautoir. |
| Blason de Veyrier du lac | Détails | Le statut officiel du blason reste à déterminer. |

| Blason de Villaz | Blason  | D'or à la bande d'azur chargée de trois tours d'argent maçonnées de sable posées à plomb.               |
| Blason de Villaz | Détails | Conflit héraldique : les tours sont ajourées de sable. Le statut officiel du blason reste à déterminer. |

| Blason de Ville-la-Grand | Blason  | Taillé de Savoie, et de sinople à la colonne d'argent mouvant de la pointe ; à la barre de sable chargée de trois coquilles d'argent posées à plomb brochant sur la partition. |
| Blason de Ville-la-Grand | Détails | Armoiries conçues par Maurice Reignier, et adoptées par la municipalité 18 avril 1977.                                                                                         |

| Blason de Villy-le-Pelloux | Blason  | D'argent à un écureuil assis tenant une pomme de pin, le tout au naturel. |
| Blason de Villy-le-Pelloux | Détails | Le statut officiel du blason reste à déterminer.                          |

| Blason de Vinzier | Blason  | De gueules à la croix d'argent chargée en fasce du mot "VINZIER" de sable soutenu d'une touffe de roseau du même mouvant de la pointe, accompagnée en chef dextre de deux clés d'argent posées en barre, l'une renversée et l'autre contournée, et en pointe dextre d'une marmite d'or à l'anse de sable soutenue de trois besants d'argent; à un roseau d'argent à l'épi (à la quenouille) d'or mouvant de la pointe à senestre et brochant sur la traverse, surmonté d'une représentation de la constellation de la Grande Ourse, l'étoile polaire figurée de 12 rais à senestre, le chariot à dextre brochant sur la croix, le tout de l'un à l'autre et entourant un croissant contourné d'or. |
| Blason de Vinzier | Détails | Le statut officiel du blason reste à déterminer. |

| Blason de Viuz-en-Sallaz | Blason  | Parti d'or au pal de gueules, et du même à une clé contournée du premier emboutée de sable. |
| Blason de Viuz-en-Sallaz | Détails | Le statut officiel du blason reste à déterminer.                                            |

| Blason de Vovray-en-Bornes | Blason  | D'or à une rivière d'azur en fasce accompagnée de trois macles de sable rangées en chef et d'un mont de trois coupeaux de sinople mouvant de la pointe. |
| Blason de Vovray-en-Bornes | Détails | Armoiries de concepteur inconnu, adoptées par la municipalité le 27 septembre 2003.                                                                     |

Pas d'information pour les communes suivantes : Val de Chaise, Val-de-Fier, Vallorcine, Vaulx, Versonnex, Villard, Les Villards-sur-Thônes, Ville-en-Sallaz, Villy-le-Bouveret, Viry, Viuz-la-Chiésaz et Vulbens.
Vétraz-Monthoux et Vougy portent toutes deux des pseudo-blasons.
- Haut – A
- B
- C
- D
- E
- F
- G
- H
- I
- J
- K
- L
- M
- N
- O
- P
- Q
- R
- S
- T
- U
- V
- W
- X
- Y
- Z

### Y
| Blason de Yvoire | Blason  | D'azur à une croix d'or, à une rivière d'argent brochant en pointe, sur laquelle nagent deux cygnes aux ailes éployées, un dans chaque canton. |
| Blason de Yvoire | Détails | Le statut officiel du blason reste à déterminer.                                                                                               |

- Haut – A
- B
- C
- D
- E
- F
- G
- H
- I
- J
- K
- L
- M
- N
- O
- P
- Q
- R
- S
- T
- U
- V
- W
- X
- Y
- Z

## Anciennes communes
| Blason de Annecy-le-Vieux | Blason  | Ecartelé : au 1er d’azur à la double croix de gueules *, à la bordure d’or ; au 2d de gueules à une truite d’argent en bande ; au 3e de gueules à une cloche d’argent bataillée de sable ; au 4e d’or à un pampre de raisin feuillé d'une pièce de sinople, et fruité de sable aux reflets d’argent. |
| Blason de Annecy-le-Vieux | Détails | * Il y a là non-respect de la règle de contrariété des couleurs : ces armes sont fautives (enquerre historique du Cardinal de Brogny). Blason Historique : la commune a fusionné au 1er janvier 2018 avec Annecy, Cran-Gevrier, Seynod, Meythet et Pringy. .                                         |

| Blason de Cran-Gevrier | Blason  | Parti de gueules à trois losanges d'argent posées et rangées en bande, au chef du même chargé de deux barres de sable ; et du second à une roue dentée de huit pièces et de quatre rais posés en sautoir, soutenue d'une tierce ondée, le tout de sable, au chef de Savoie. |
| Blason de Cran-Gevrier | Détails | Le champ dextre s'inspire des armes de la famille de Cran (de gueules à trois losanges d'argent) et de la famille Joly (d'argent à deux chevrons de sable accompagnés d'un croissant du même en pointe). La roue de moulin du champ senestre évoque quant à elle l'énergie motrice fournie par le Thiou, qui arrose le lieu. Armes adoptées par la municipalité le 28 janvier 1972. Fusion des communes de Annecy, Annecy-le-Vieux, Cran-Gevrier, Seynod, Meythet et Pringy. |

| Blason de Entremont | Blason  | D'azur à la fasce sommée d'un château donjonné de trois tours et accompagnée en pointe de trois épis de blé arrachés, le tout d'or. Ornements extérieursCouronne de Comte; Crosse; Mitre. Devise / CriUT SERES METES soit "comme tu sèmes, tu récoltes" |
| Blason de Entremont | Détails | Présenté et expliqué sur le site de la commune. Fusion de Petit-Bornand-les-Glières et Entremont pour former la commune nouvelle de Glières-Val-de-Borne.                                                                                               |

| Blason de Evires | Blason  | Tiercé en fasce : au 1er d'or à la croix d'azur ajourée du champ ; au 2d d'or chapé-ployé de gueules ; au 3e d'azur à la jumelle ondée d'argent ; un écusson aux armes de Savoie brochant sur la partition |
| Blason de Evires | Détails | Blason Historique : le 1er janvier 2017, les communes d’Aviernoz, d’Evires, des Ollières, de Saint-Martin-Bellevue et de Thorens-Glières ont fusionné pour former la commune nouvelle de Fillière.         |

| Blason de Faverges | Blason  | D'azur à la chaîne de cinq montagnes d'argent ordonnées 3 et 2, mouvant de la pointe, surmontée d'un fer à cheval versé d'or ajouré du champ |
| Blason de Faverges | Détails | Fusion de Faverges et Seythenex pour former la commune nouvelle de Faverges-Seythenex.                                                       |

| Blason de Les Ollières | Blason  | De gueules à la croix d'argent cantonnée aux 1er et 2d d'un pont droit isolé d'or posé en chef, au pendule de radiesthésiste d'argent appendu au chef et brochant ; le tout enfermé dans une filière d'or. |
| Blason de Les Ollières | Détails | Blason Historique : le 1er janvier 2017, les communes d’Aviernoz, d’Evires, des Ollières, de Saint-Martin-Bellevue et de Thorens-Glières ont fusionné pour former la commune nouvelle de Fillière.         |

| Blason de Marlens | Blason  | Ecartelé : au 1er de Savoie, au 2d de sinople à un plan simplifié d'argent de la commune, au 3e d'azur à une montagne de deux pics de sinople*, au 4e de gueules à un donjon couvert d'or |
| Blason de Marlens | Détails | Le statut officiel du blason reste à déterminer. |

| Blason de Metz-Tessy | Blason  | Coupé d'azur à la double croix d'argent cantonnée au chef dextre d'une étoile d'or ; et du même à l'aigle de sable, à la bordure du premier                                             |
| Blason de Metz-Tessy | Détails | Armoiries adoptées par délibération du conseil Municipal le 17 novembre 1986[réf. nécessaire]. Fusion des communes de Annecy, Annecy-le-Vieux, Cran-Gevrier, Seynod, Meythet et Pringy. |

| Blason de Le Petit-Bornand-les-Glières | Blason  | D'azur à l'écusson cousu aux armes de Savoie, accompagné des lettres G et F en chef, et des lettres C et M en pointe, toutes gothiques capitales d'or ; au chef du même. |
| Blason de Le Petit-Bornand-les-Glières | Détails | Fusion de Petit-Bornand-les-Glières et Entremont pour former la commune nouvelle de Glières-Val-de-Borne.                                                                |

| Blason de Pringy | Blason  | De gueules à la croix d'argent (de Savoie), cantonnée au 1er d'un chevron alésé d'or, au 2d d'un pic de mineur d'argent posé en barre, au 3e de l'urne funéraire de Primus aussi d'argent, au 4e d'une croix tréflée brochant sur une croix de Malte penchée, apparaissant ainsi dans les cantons de la première, le tout d'or ; la croix de Savoie chargée en cœur d'un écusson du Genevois (équipolé d'or et d'azur). |
| Blason de Pringy | Détails | Fusion des communes de Annecy, Annecy-le-Vieux, Cran-Gevrier, Seynod, Meythet et Pringy. |

| Blason de Saint-Martin-Bellevue | Blason  | D'azur au chevron d'or accompagné en chef à dextre d'une coquille du même, au chef de Savoie. Ornements extérieurs - Couronne Comtale en cimier, - Deux haches adossées posées en sautoir en supports, * un listel chargé de la devise en pointe. Devise / Cri"Tout en bien".     |
| Blason de Saint-Martin-Bellevue | Détails | Armoiries adoptées par la municipalité en janvier 1996, de concepteur inconnu. Blason Historique : le 1er janvier 2017, les communes d’Aviernoz, d’Evires, des Ollières, de Saint-Martin-Bellevue et de Thorens-Glières ont fusionné pour former la commune nouvelle de Fillière. |

| Blason de Seynod | Blason  | Ecartelé : au 1er de Savoie, au 2d d'argent à un épi de blé d'or° accosté de deux filets brisés alésés de sable de trois dents chacun, celui de dextre en barre et celui de senestre en bande, les deux évoquant le contour d'un sapin, au 3e d'argent à un fragment de roue dentée d'or°, constitué d'une moitié senestre augmentée d'un huitième en chef, côtoyé à dextre et soutenu d'une marque du même symbolisant le profil de Mercure, au 4e d'azur au chevron alésé renversé d'or entrelacé en sautoir avec un chevron alésé d'argent, le tout cantonné de quatre étoiles du même. |
| Blason de Seynod | Détails | - Le blason symbolise l'histoire et la vie actuelle de la commune. - Le 1er indique l'appartenance au duché de Savoie. - Le 2e, représenté par un épi de blé et un sapin, symbolise l'activité agricole et rappelle l'importance de la forêt sur la commune. - Le 3e symbolise l'activité industrielle par la roue dentée, et l'activité commerciale par la tête de Mercure, dieu du commerce. - Le 4e représente les armoiries de la famille Pelard, seigneurs de Seynod aux XIVe siècle, XVe siècle et XVIe siècles. * Il y a là non-respect de la règle de contrariété des couleurs : ces armes sont fautives (or sur argent). Fusion des communes de Annecy, Annecy-le-Vieux, Cran-Gevrier, Seynod, Meythet et Pringy. |

| Blason de Talloires | Blason  | De gueules à la croix d'argent (de Savoie) ; à un cygne contourné du même nageant sur une champagne ondée d'azur, brochant sur le tout. |
| Blason de Talloires | Détails | Fusion de Talloires et Montmin pour former la commune nouvelle de Talloires-Montmin.                                                    |

| Blason de Thorens-Glières | Blason  | D'azur à la croix d'or. |
| Blason de Thorens-Glières | Détails | Blason Historique : le 1er janvier 2017, les communes d’Aviernoz, d’Evires, des Ollières, de Saint-Martin-Bellevue et de Thorens-Glières ont fusionné pour former la commune nouvelle de Fillière. |